# 上野イーストタワー
上野イーストタワー（うえのイーストタワー）は、東京都台東区にある超高層ビル。

## 概要
かつてはタカラホテルがあった。所有者の寶組がリサ・パートナーズに売却し、外資系高級ホテルの建設計画（上野ゲートタワー計画）が持ち上がったが頓挫した。その後ナエバ・清水建設に再売却され、東上野二丁目計画として着工し、2015年に完成した。1階から19階まではオフィスビルとなっており、日立グループが一棟借りし日立建機などの本社が入居している。20階から24階は日立ライフ運営のビジネスホテル「ホテルライフツリー上野」として2016年2月2日に開業したが、日立ライフを2020年4月に吸収合併した日立リアルエステートパートナーズが2021年5月にホテル事業をブリーズベイホテルに譲渡。同年12月には「ホテルクラウンヒルズ上野プレミア」に改称した。

## 沿革
- 2009年（平成21年） - 上野ゲートタワーの計画が発表される[3]。
- 2012年（平成24年）9月 - ナエバ・プロパティーズ特定目的会社、清水建設がリサ・パートナーズから土地を取得[4]。
- 2013年（平成25年）9月 - 着工。
- 2015年（平成27年）12月 - 竣工。
- 2016年2月 - ホテルライフツリー上野開業。
- 2016年（平成28年）3月 - 日立建機が文京区より本社を移転。日本ビルファンド投資法人が取得[5]。
- 2021年（令和3年）12月 - ホテルライフツリー上野が「ホテルクラウンヒルズ上野プレミア」に改称。

## テナント
- 日立建機本社
- 日立保険サービス本社
- 日立アカデミー東京キャンパス
- 日立製作所ヘルスケアビジネスユニット